# Vườn quốc gia Phu Kradueng
Vườn quốc gia Phu Kradueng (tiếng Thái: อุทยานแห่งชาติภูกระดึง) là một vườn quốc gia nằm tại huyện Phu Kradueng của tỉnh Loei, Thái Lan. Nó là một trong những vườn quốc gia nổi tiếng nhất Thái Lan, với một đỉnh núi cao 1360 mét. Được thành lập vào ngày 23 tháng 11 năm 1962, đây là vườn quốc gia thứ hai được thành lập tại Thái Lan, sau vườn quốc gia Khao Yai. Vào mùa mưa từ đầu tháng 6 cho đến cuối tháng 9, vườn quốc gia đóng cửa không đón khách du lịch.